# Giuseppe Artina
Giuseppe Artina (Ghisalba, 1º giugno 1836 – Cosenza, 12 luglio 1893) è stato un militare italiano, Tenente dell'Arma dei Carabinieri insignito di medaglia d'Oro al Valor Civile.

## Biografia
Militare dell'Arma dei Carabinieri Reali, fu promosso tenente con Regio Decreto 1º dicembre 1881, Giuseppe Artina, nel 1883, prestava servizio a Casamicciola quando, tra la notte del 28 e del 29 luglio, un violento terremoto colpì l'isola d'Ischia. L'epicentro si localizzò vicino alla località di Casamicciola, tanto da essere ricordato come il Terremoto di Casamicciola del 1883. Il tenente Artina, sopravvissuto alla scossa tellurica, prestò immediatamente soccorso alla popolazione portando in salvo un gran numero di persone, tanto che per questi fatti fu decorato con la Medaglia d'Oro al Valor Civile.